# Tito Alberti
Juan Alberto Ficicchia, más conocido como Tito Alberti (Zárate, provincia de Buenos Aires, 12 de enero de 1923-Buenos Aires, 25 de marzo de 2009), fue un compositor y baterista argentino. Músico de jazz y música caribeña, también fue autor de la famosa canción infantil El elefante trompita. Fue el padre del baterista de Soda Stereo, Charly Alberti y del músico de Santos Inocentes y Mole Andrés Alberti.

## Biografía
Nacido en una familia de trabajadores radicada en Zárate.  Desde pequeño se relacionó con otros niños zarateños que llegarían a ser músicos destacados, como los hermanos Homero y Virgilio Expósito:

De chicos teníamos un trío: Virgilio Expósito tocaba el piano, Homero Expósito el ukelele y yo la batería. Tocábamos en la confitería de los padres, donde años antes, quizá por 1930 yo había conocido a Carlos Gardel.

Comenzó a tocar el tambor en la compañía de boys scouts "Alférez Nelson T. Page" de Zárate. Estudió música en el famoso Conservatorio Fracassi y batería con Tony Carvajales, conocido baterista de jazz de la época. A comienzos de la década del 40, debido a la muerte de su padre debió trabajar como obrero de la carne en el frigorífico Smithfield de su ciudad natal. Con el salario se compró su primera batería, y comenzó a tocar con sus amigos y con varias orquestas de la ciudad.
Poco a poco comenzó a ser reconocido por su talento, en especial la notable habilidad y rapidez de su mano izquierda. En 1942 realizó con el tango su primer trabajo importante, al ser invitado por Miguel Caló a grabar con su orquesta la milonga “Azabache” (de Homero Expósito, E.M. Francini y Héctor Stamponi), cantada por Raúl Berón, otro zarateño.
Al año siguiente se incorporó a la orquesta de Raúl Marengo y en 1944 integró la orquesta del famoso músico mexicano Agustín Lara, el autor de “Granada”.
Amigo de Eva Perón adhirió al peronismo cuando este movimiento se formó a partir de 1944, estableciendo una estrecha amistad de por vida con Héctor Cámpora, quien llegaría a ser presidente de la Argentina en 1973. Fue uno de los promotores de la conocida “Ley de Número Vivo”, que establecía la obligación de las salas de cine de incluir actuaciones artísticas en vivo, y que constituyó un importante factor en la promoción del arte popular en las décadas del 40 y del 50.
En 1946 ingresó a la orquesta “Cotton Pickers” dirigida por Ahmed Ratip Canga  y en 1947 a la de Jorge Negrete. Este último año compuso El elefante trompita, considerada «la canción en español  más difundida y famosa en toda la historia de la  música popular latina».
Simultáneamente formó su primera orquesta de jazz del Automóvil Club Argentino, llamada Reveríe, a la que solían ir frecuentemente a oír músicos como Lalo Schifrin (luego famoso autor mundial de música de TV y películas).

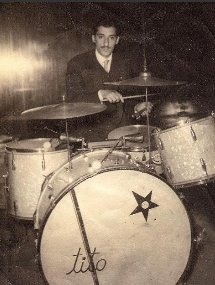
Tito Alberti en los años 50.

En 1949 integró la Orquesta Internacional de Xavier Cugat la de Dámaso Pérez Prado (el Rey del Mambo), con quien realizó varias grabaciones discográficas.
Sobre la base de su primera formación, en 1950 creó junto con José Finkel la Orquesta de “Jazz Casino”, reconocida como la más importante de la historia del jazz en Argentina, que se mantendría hasta 1957.
El 1 de mayo de 1950 tocó con su orquesta en el acto masivo realizado en la Plaza de Mayo para celebrar el “Día del Trabajo”. Debido al éxito obtenido, repitió esta actuación cada 1º de mayo, hasta el derrocamiento del presidente Juan Perón por el golpe militar de 1955.
En 1951 fue elegido junto al pianista Hugo La Rocca para tocar en la primera transmisión de la televisión argentina realizada por Canal 7.
En la segunda mitad de la década del 50 incluyó ritmos caribeños en el repertorio de su orquesta, que alcanzaron un extraordinario suceso popular. Para eso se incorporaron como cantantes diversos músicos como Carlos Argentino, Lucho Andrade, Charles el Antillano, Yuyú Da Silva, Víctor Carrión, Mónica Santana y Alberto Cortéz, quien luego alcanzaría fama internacional. Con este estilo, durante 1956 y 1957 recorrió con su orquesta gran parte de América Latina con notable éxito. Al regreso la orquesta se disolvió, para reorganizarse como ”Orquesta de Tito Alberti”, con la famosa cantante Rita Montero como primera vocalista. Tocaba habitualmente por radio y televisión, formando parte del elenco estable de los programas de público masivo, como “Casino Phillips” y La Tuerca”.
Fue el que introdujo la música caribeña en la Argentina, llegando a crear un ritmo propio, el “dengue”, que se ejecutaba con sonidos realizados en llantas de automóviles.
En 1958 se vinculó al poeta cubano Nicolás Guillén, creando un espectáculo musical llamado “Tambores Cubanos”, que ambos presentaron por toda América Latina.
Durante la década del 60 la Orquesta de Tito Alberti lideró los bailes populares y en especial los Carnavales, siendo la primera en recaudaciones durante once años consecutivos, llegando a realizar cincuenta shows por mes.
A inicios de la década de 1980 se retira de la música por problemas de salud.    Durante 1985 y 1988, formó parte de la Comisión Fiscalizadora de Televisión en Sadaic junto a notables compositores como Rudy Machado, Fabio Espinosa, Juancito el Peregrino, Roberto Pérez Prechi, y el multifacético Rodolfo Garavagno.  En 1998, a los 76 años, regresó a los escenarios con una orquesta formada por músicos que se encuentran entre los mejores de jazz de la Argentina: Chachi Ferreyra (saxo), Bicho Casalla (trombón), Oscar Serrano (trompeta), Mariano Tito (bajo) y Juan Hournou (piano). El éxito fue extraordinario, llenando todas las funciones. En 2003 decidió volver a vivir a su ciudad natal, Zárate. En 2005, a los 82 años realizó un nuevo concierto con músicos estrellas, agotando las entradas del Teatro Coliseo de Zárate.
Fallece el 25 de marzo de 2009, a causa de un paro cardiorrespiratorio, producto de una insuficiencia renal.

## Obra
Tito Alberti ha compuesto más de cien canciones, entre la que se destaca El elefante trompita. Grabó más de cincuenta discos de larga duración, la mayoría para la compañía Philips.

## Curiosidades
Sus dos hijos, Carlos y Andrés, son músicos. El primero, más conocido como Charly Alberti, fue el baterista de la famosa banda de Argentina Soda Stereo.